# Sainte-Monique, Centre-du-Québec
Sainte-Monique är en kommun i provinsen Québec i Kanada. Den ligger i regionen Centre-du-Québec, i den sydöstra delen av landet, 260 km öster om huvudstaden Ottawa. Kommunen bildades 1996 genom sammanslagning av bykommunen och socknen med samma namn.